# Rabdion forsteni
Rabdion forsteni — вид змій родини полозових (Colubridae). Ендемік Індонезії. Вид названий на честь нідерландського натураліста Елтіо Алегондаса Форстена.

## Поширення і екологія
Rabdion forsteni мешкають на північному сході півострова Мінагаса на півночі острова Сулавесі, на висоті 1830 м над рівнем моря. Вони живуть у вологих гірських тропічних лісах, трапляються в садах, поблизу людських поселень.

## Збереження
МСОП класифікує цей вид як вразливий. Rabdion forsteni загрожує знищення природного середовища.